# Jamie Nicholls
Pour les articles homonymes, voir Jamie Nicholls (snowboard) et Nicholls.
Jamie Nicholls, né le 15 octobre 1971 à Montréal, est un activiste communautaire, architecte paysagiste et homme politique québécois. Il a été député de la circonscription de Vaudreuil-Soulanges à la Chambre des communes du Canada sous la bannière du Nouveau Parti démocratique de 2011 à 2015.

## Biographie
Fils d’un apiculteur et d’une directrice de banque, Jamie Nicholls est né à Montréal en 1971 et a grandi à Saint-Lazare. Il est titulaire d'un baccalauréat en arts visuels de l'université de Victoria, d'une maîtrise en architecture du paysage de l'université de la Colombie-Britannique. Il est présentement un candidat au doctorat à l'université McGill à l'école d'urbanisme, de politique et de design. Il a travaillé comme professeur d'arts plastiques et de design, chercheur en matière d’environnement et consultant en intervention écologique.
Avant d’être élu comme député fédéral, Jamie Nicholls travaillait comme architecte paysagiste. Il a aussi siégé sur le conseil d’administration du Conseil du bassin versant (COBAVER) de la région de Vaudreuil-Soulanges.

### Carrière politique
En 2011, Jamie Nicholls se présente pour la première fois comme candidat néo-démocrate aux élections fédérales dans la circonscription de Vaudreuil-Soulanges. Lors des élections fédérales du 2 mai 2011, son parti obtient 30,6% des suffrages et élit 103 députés à la Chambre des communes, dont plus de la moitié sont issus du Québec.
Cette vague orange permet alors au NPD de former l’Opposition officielle à la Chambre des communes pour la première fois de l’histoire. Jamie Nicholls obtient quant à lui 43,6% des suffrages et défait la députée sortante Meili Faille du Bloc québécois.
Le 2 juin 2011, Jamie Nicholls est nommé porte-parole adjoint de l'opposition officielle en matière de transport, d'infrastructures et de collectivité ainsi que vice-président du Comité permanent des transports, de l'infrastructure et des collectivités. Durant ce mandat, il s'implique notamment dans le dossier du pont Champlain, et travaille aux côtés de la députée de Trinity—Spadina Olivia Chow.
En avril 2012, à la suite de l'élection de Thomas Mulcair comme chef du NPD, Jamie Nicholls est nommé porte-parole adjoint de l'opposition officielle en matière de ressources naturelles, et y ajoute le dossier de l'énergie en janvier 2013,.
Puis, en août 2013, il est nommé porte-parole adjoint en matière de langues officielles, faisant équipe avec le député de la circonscription Acadie-Bathurst, Yvon Godin. À la suite d'un remaniement du cabinet fantôme du NPD en janvier 2015, Jamie Nicholls a fait équipe avec le député de Nickel Belt, Claude Gravelle  jusqu'à la fin de son mandat de député. Jamie Nicholls a été élu vice-président du comité permanent des langues officielles le 27 février 2015 .
Jamie Nicholls est candidat de nouveau aux élections fédérales de 2015 mais il est battu par le candidat libéral Peter Schiefke.
En novembre 2017, il est élu maire de la ville de Hudson avec près du trois quarts des votes exprimés. Il échoue à être réélu en novembre 2021.

### Résultats électoraux
- Élection à la mairie de Hudson (2021)

| Candidats pour la mairie                    | Vote  | %     |
| ------------------------------------------- | ----- | ----- |
| Chloe Hutchison                             | 1 013 | 49,44 |
| Helen Kurgansky (Sortante d'un autre poste) | 682   | 33,28 |
| Jamie Nicholls (Sortant)                    | 354   | 17,28 |

- Élection à la mairie de Hudson (2017)

| Candidats pour la mairie       | Vote  | %     |
| ------------------------------ | ----- | ----- |
| Jamie Nicholls                 | 1 788 | 73,64 |
| William Nash                   | 507   | 20,88 |
| Joseph H. Eletr                | 133   | 5,48  |
| Taux de participation : 57,4 % |       |       |

|       | Candidat                | Parti          | # de voix | % des voix |
|       | Marc Boudreau           | Conservateur   | +11 360,  | 16,41 %    |
|       | (sortante) Meili Faille | Bloc québécois | +17 781,  | 25,69 %    |
|       | Lyne Pelchat            | Libéral        | +08 023,  | 11,59 %    |
|       | Jamie Nicholls          | NPD            | +30 177,  | 43,61 %    |
|       | Jean-Yves Massenet      | Vert           | +01 864,  | 2,69 %     |
| Total | Total                   | Total          | 69 205    | 100 %      |